# Escut del Pla d'Urgell
L'escut oficial del Pla d'Urgell té el següent blasonament:
Escut caironat: escacat d'or i de sable; ressaltant sobre el tot una faixa de sinople; la bordura componada d'or i de gules. Per timbre una corona mural de comarca.
Va ser aprovat el 3 d'octubre de 1990.

## Heràldica
L'escacat or i sable són les armes del comtat d'Urgell, que s'estenia per la comarca i més enllà. Com a element identificador s'hi ha afegit una faixa de sinople parlant, que al·ludeix al "pla". La bordura representa els quatre pals de l'escut de Catalunya.

## Bandera
La bandera oficial del Pla d'Urgell és d'origen heràldic i té la següent descripció:
Escacat d'or i de sable; ressaltant sobre el tot una faixa de sinople; la bordura componada d'or i de gules.
Va ser aprovat el 3 d'octubre de 1990.